# Edris Rice-Wray
Edris Roushan Rice-Wray Simón, conocida por "Edris Rice-Wray Carson" (Newark, Nueva Jersey, USA, 21 de enero de 1904 - San Andrés Cholula, Puebla, México, 19 de febrero de 1990) fue una científica y activista estadounidense. Fue pionera en la investigación médica que ayudó al desarrollo de la píldora anticonceptiva oral y trabajó en las primeras investigaciones sobre la inyección anticonceptiva.
La Dra. Rice-Wray era la hija de Mabel y Theron Canfield Rice-Wray, casados en 1903. Originaria de la ciudad de Nueva Jersey, la Dra. Rice-Wray pasó gran parte de su vida adulta en México y Puerto Rico. La fe era un aspecto importante de su vida personal. Fue seguidora del Bahaísmo (pionera de la fe bahá’í en México) y su padrastro escribió el libro Bahá'í Portales a la libertad.
Recibió el premio del sesquicentenario de «el conocimiento, la sabiduría y el coraje de servicio» de la Universidad de Míchigan en 1967.
El periódico estadounidense The Wall Street Journal-Home Journal la nombró una de los 75 mujeres más importantes de América en 1971.
Obtuvo su Licenciatura en Medicina en Vassar College. En la Universidad de Míchigan consiguió la especialidad médica en Salud Pública y en la Universidad Northwestern obtuvo la especialidad médica en Planificación Familiar. Asistió también a la Universidad de Cornell, donde fue miembro de la hermandad de mujeres Alpha Phi.
Fue miembro del cuerpo docente de la Escuela de Medicina de Puerto Rico y directora médica de la Asociación de Planificación Familiar del mismo país. Participó en los primeros ensayos clínicos a gran escala de trabajo de la historia por más de 17 años, hasta que la Organización de las Naciones Unidas (ONU) la llamó para trabajar en México. Allí fundó en 1959 la primera Clínica de Planificación Familiar de la Ciudad de México, sobre la que el periódico El Universal afirmó: «Es la primera clínica de planificación en América Latina».
Atendió y consultó a mujeres mexicanas y promovió el uso de la píldora anticonceptiva (BCP, por sus siglas en inglés) en su Clínica Asociación Prosalud Maternal fundada en 1963, también en Ciudad de México, de la que fue directora.
A fin de proseguir en la demostración de la eficacia y seguridad de la BCP, se llevaron a cabo ensayos en humanos, siendo uno de los trabajos de Edris reportar los avances obtenidos en ellos. 
Puerto Rico fue seleccionado como un sitio de prueba en 1955, en parte porque no había una red existente de clínicas de control de natalidad que asistieran a las mujeres de bajos recursos en la isla. Los ensayos comenzaron allí en 1956, donde algunas de las mujeres fueron invitadas a probar la píldora (Enovid). La Dra. Rice-Wray escribió a Gregory Goodwin Pincus (biólogo estadounidense e investigador que co-inventó la píldora anticonceptiva oral combinada) e informó de que «[la pastilla] da cien por ciento de protección contra el embarazo pero causa algunas reacciones secundarias y eso no permite que sean aceptables». Cada experimento fue supervisado por la Dra. Edris Rice-Wray, la cual tenía la ventaja de atender a las pacientes clínicamente, permitiéndole ser cercana con ellas. Nunca perdió su interés en hacer que la píldora fuese una realidad y en buscar métodos más eficaces para el control de la natalidad.

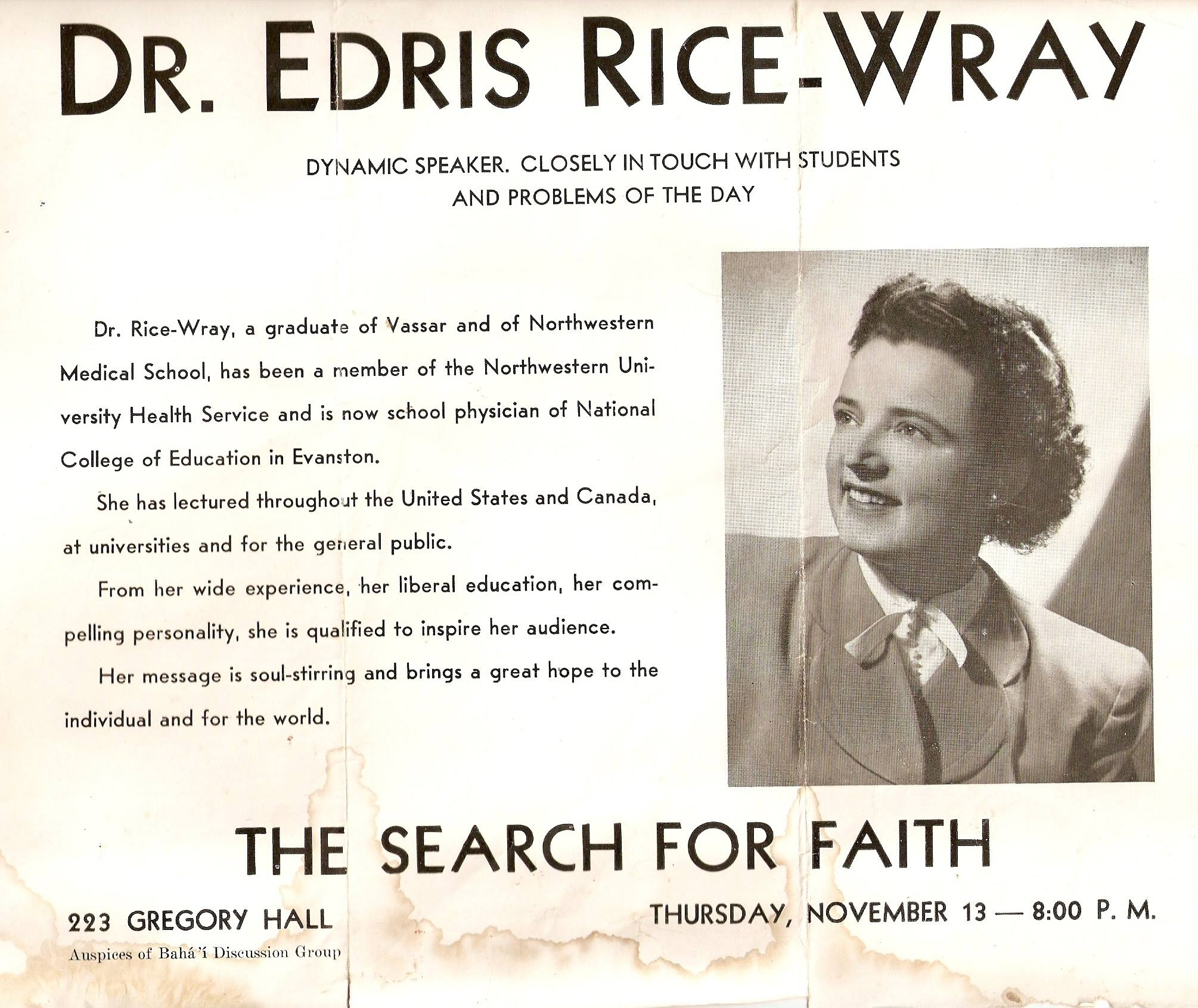
Vassar y Nothweastern para la Dra. Edris Rice-Wray

Gracias a sus más de 50 publicaciones así como investigaciones sobre el control de la natalidad, la revista Life de los años 70 la declaró como mujer importante de la década. Fue la consignataria de Planned Parenthood Federation of América (Federación de Planificación Familiar de Estados Unidos) y recibió varios premios por su labor en la difusión de la píldora en América Latina y por demostrar su eficacia y beneficios. Entre ellos, en 1978 recibió el importante Margaret Sanger Award.
Debido a su preocupación por la salud pública y el bienestar de la nación mundial, pronunció gran número de discursos: «El valor de la píldora anticonceptiva», «La igualdad del hombre y mujer», «Los hechos de los métodos anticonceptivos», «El problema para las madres que abortan», «El crecimiento demográfico», «La población en los años posteriores», etc. En 1965 dio un discurso con el presidente de la Clínica de Planificación Familiar de EE. UU., Alan Guttmacher, sobre el crecimiento de la población y la demanda de servicios y productos alimenticios para las naciones, así como la dificultad que será cubrir tal demanda para los años 2000.

Sin la contribución clave de las mujeres nunca habría sido posible la píldora anticonceptiva.

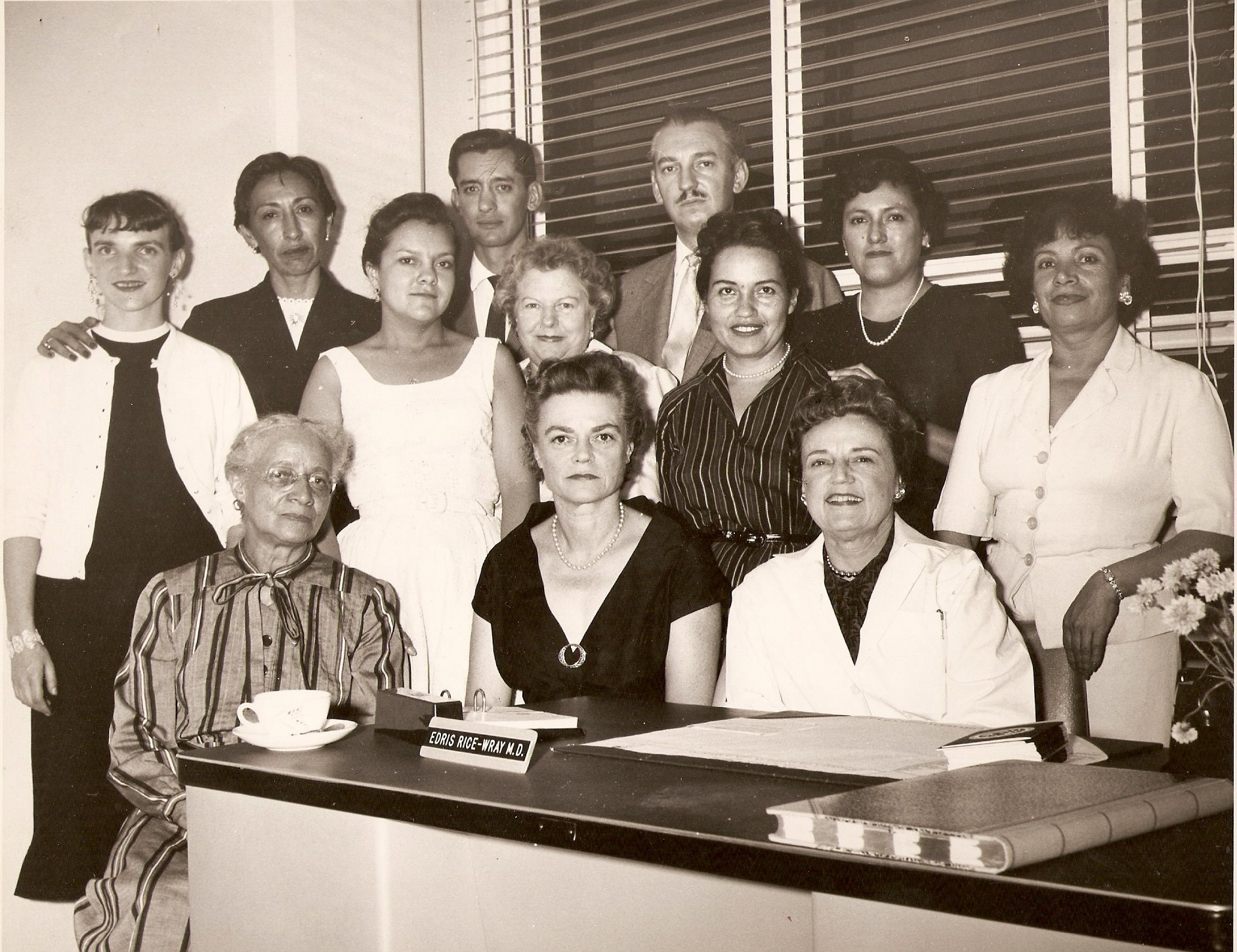
Dra. Rice-Wray con su equipo.

El 11 de mayo de 1960 salió a la venta por primera vez la BCP. En la actualidad se considera que Margaret Sanger, Katharine McCormick y Edris Rice-Wray son las «madres» de la píldora anticonceptiva.
En febrero de 1956, la Dra. Rice-Wray accedió a supervisar un gran estudio sobre la BCP realizado por el Dr. Gregory Pincus en su unidad de salud pública en Río Piedras (Puerto Rico) ―un complejo de viviendas de bajos ingresos en un suburbio de San Juan (Puerto Rico). Con la ayuda de una trabajadora social, Iris Rodríguez, la Dra. Rice-Wray comenzó a reclutar a mujeres casadas con fertilidad reconocida para que participaran en un ensayo clínico de la BCP.

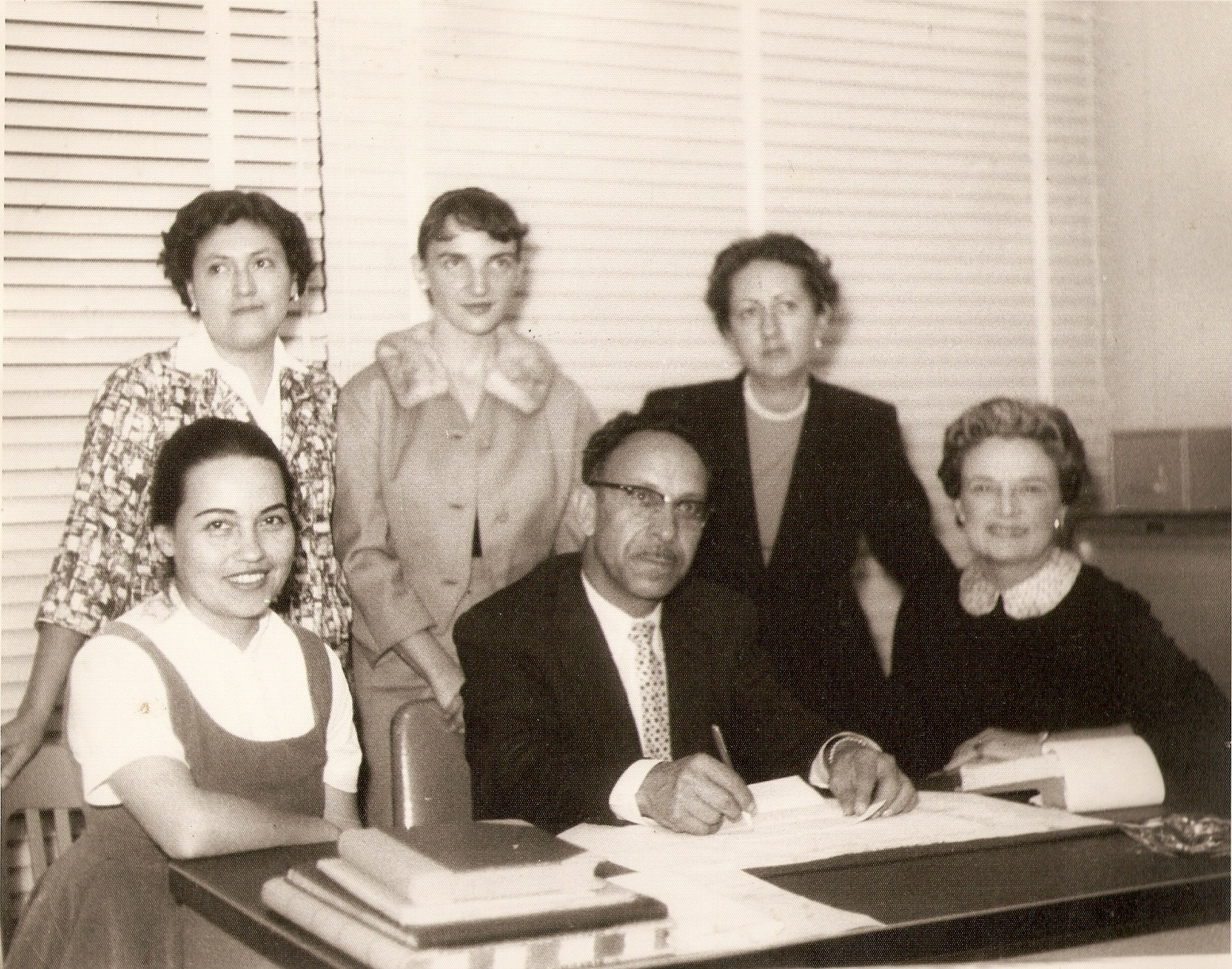
Clínica Asociación Prosalud Maternal.

Un grupo de tratamiento con la píldora de 100 mujeres se comparó con un grupo de 125 usuarios de condones o diafragmas. De las primeras 100 mujeres participantes, 30 se retiraron debido a efectos secundarios adversos. Hubo muchas participantes dispuestas a reemplazar los lugares que quedaron vacantes de los que abandonaron. Una vez se corrió la voz, más mujeres tanto de bajos como de altos ingresos trataron de inscribirse en el estudio.

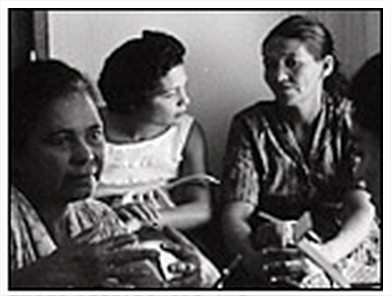
Edris Rice-Wray M.D. atendiendo a personas con bajos ingresos.

En diciembre de 1956 debido a su trabajo con la BCP, la Dra. Rice-Wray fue presionada a renunciar a la Secretaria de Salud de Puerto Rico por parte de la ONU y la OMS, con el objetivo de que formase parte de la OMS de México, que requería su labor. Pero antes de aceptar dicha posición, Rice-Wray informaba de que 221 mujeres estaban tomando correctamente la BCP y que no habían tenido ningún embarazo. Afortunadamente, pudo continuar con su trabajo, con la OMS en México. También ayudó a organizar la píldora haciendo ensayos clínicos en Haití en 1957. La mayoría de los datos clínicos iniciales sobre la BCP pueden vincularse a los esfuerzos de la Dra. Rice-Wray y sus colaboradores. Con esta base, la píldora podría ser presentada ante la Administración de Alimentos y Medicamentos de los Estados Unidos (FDA).

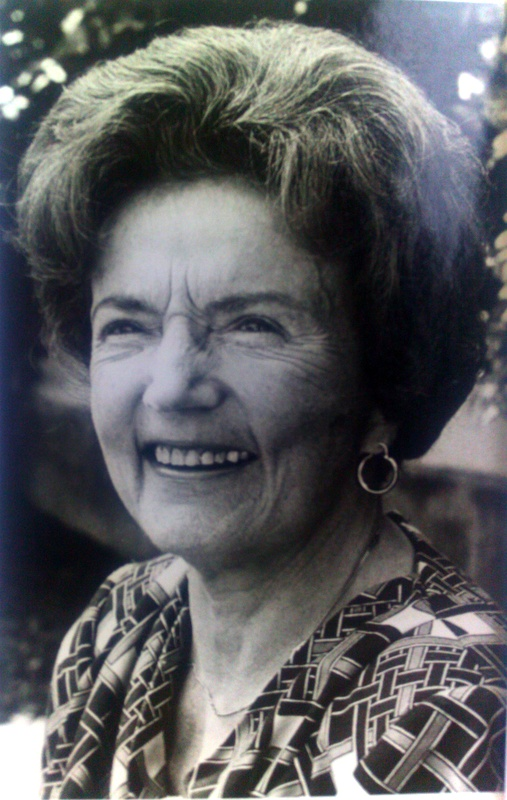
La Dra. Rice-Wray en una conferencia en Mexicali (México).

En la década de 1970, Rice-Wray se trasladó a Puebla, en el municipio de Cholula, donde trabajó como profesora en la Universidad de las Américas de Puebla (UDLA) en los campos de la Ecología, la Antropología y los Estudios de la Población. Allí siguió teniendo consultas médicas ayudando y aportando conocimientos a la medicina en San Pedro Cholula y en San Andrés Cholula (Puebla) y continuó promoviendo el uso de la píldora anticonceptiva. En el año 1985 fue nombrada socia emérita de la Asociación Médica de Cholula.
Durante los últimos días de su vida, vivió en Cholula, Puebla, México, y murió en su casa en San Andrés Cholula, acompañada de sus hijas y nietos.
Para la Dra. Rice-Wray fue tan importante su trabajo como su fe. Por ello, trabajó con el Instituto Bahá'í Ameila Colins en San Andrés Cholula.
En el libro El nacimiento de la píldora, de Jonathan Eig, el autor narra todo el proceso que llevó hasta el descubrimiento de la BCP. Esta investigación comienza con la asociación entre los científicos Margaret Sanger y Gregory Pincus, ambos muy controversiales, que comienzan experimentando en conejos. Tras conseguir financiación por parte de Katharine McCormick y empezar los ensayos en humanos gracias a la ayuda del médico John Rock, el equipo incorpora a la Dra. Rice-Wray. Poco después comienzan los ensayos en Puerto Rico y Haití, en 1956. De ellos, Jonathan Eig comenta que se violaron dos protocolos actuales de ensayos en humanos: la obligatoriedad de informar del propósito de la investigación y de informar de los posibles efectos adversos. Sin embargo, en la época no se infringió ninguna ley, y el medicamento resultó ser eficaz y seguro. En el libro se resalta la lucha que fue el desarrollo de la píldora anticonceptiva debido a las arraigadas creencias de la época, así como la perseverancia e imaginación que los investigadores tuvieron que desplegar para llevarlo a cabo.